# Ophioleuce
Ophioleuce is een geslacht van slangsterren uit de familie Ophiuridae.

## Soorten
- Ophioleuce brevispinum (H.L. Clark, 1911)
- Ophioleuce depressum (Lyman, 1869)
- Ophioleuce gracilis Belyaev & Litvinova, 1976
- Ophioleuce longispinum Stöhr, Sautya & Ingole, 2012
- Ophioleuce oxycraspedon Baranova, 1955
- Ophioleuce regulare (Koehler, 1901)
- Ophioleuce sanmigueli Thuy, Gale, Stöhr & Wiese, 2014 †
- Ophioleuce seminudum Koehler, 1904